# Amberley Castle
Amberley Castle är ett slott i Storbritannien.   Det ligger i grevskapet West Sussex och riksdelen England, i den södra delen av landet, 70 km söder om huvudstaden London. Amberley Castle ligger 7 meter över havet.
Terrängen runt Amberley Castle är huvudsakligen platt, men västerut är den kuperad. Amberley Castle ligger nere i en dal. Runt Amberley Castle är det mycket tätbefolkat, med 1 018 invånare per kvadratkilometer. Närmaste större samhälle är Worthing, 15,4 km sydost om Amberley Castle. Trakten runt Amberley Castle består till största delen av jordbruksmark.